# Nekmaria
Nekmaria est une commune de la wilaya de Mostaganem en Algérie.

## Toponymie
Nekmaria provient du mot berbère Negmar (n.m) / Tanegmart (n.f) (en écriture libyque [NGMR] ) qui  signifie chasse ou  vol de gibier . Cette définition est la plus proche à la réalité de la région montagneuse et forestière de Nekmaria où abondent la chasse de gibier de diverses espèces. Il est à noter que le dialecte berbère zenète était  encore parlé dans cette région jusqu'à la fin du XIXe siècle , selon une étude linguistique entamé par le professeur René Basset.

## Géographie
La commune se situe à au nord de la wilaya de Mostaganem.
|                 | Achaacha                                   |                         |
| Khadra, Tazgait | Nekmaria                                   | Dahra (wilaya de Chlef) |
|                 | Mediouna, Beni Zentis (wilaya de Relizane) |                         |

## Histoire
Pendant la conquête de l'Algérie par la France, c’est au sein des grottes du Dahra, qu’a eu lieu en 1845, l’épisode des enfumades du Dahra : des populations civiles des Ouled Riah habitant entre Nekmaria et Achaacha, ont été enfumées après s'être réfugiées dans les grottes.
Le territoire de la commune était intégré à la commune de Khadra. En 1985, la commune de Nekmaria est créée.

## Démographie
Selon le recensement général de la population et de l'habitat de 2008, la population de la commune de Nekmaria est évaluée à 10 446 habitants contre 9 104 en 1998.